# Emma Lombardi
Emma Lombardi (* 12. September 2001 in Chambéry) ist eine französische Triathletin, U23-Weltmeisterin (2021) und Weltmeisterin Mixed Relay (2022).

## Werdegang
Emma Lombardi wurde 2019 französische Junioren-Staatsmeisterin Triathlon.
2021 wurde sie U23-Weltmeisterin auf der olympischen Kurzdistanz (1,5 km Schwimmen, 40 km Radfahren und 10 km Laufen).

### Weltmeisterin Mixed Relay 2022
Im Juni 2022 wurde sie in Montreal mit der französischen Mannschaft Triathlon-Weltmeisterin in der gemischten Staffel (Mixed Relay; mit Pierre Le Corre, Vincent Luis und Cassandre Beaugrand).
Im August wurde die 20-Jährige Dritte in München bei der Europameisterschaft auf der olympischen Distanz.
Zwei Tage später konnte sie auch das Rennen in der gemischten Staffel mit Léo Bergère, Dorian Coninx und Cassandre Beaugrand für Frankreich entscheiden.
Bei der Weltmeisterschafts-Rennserie 2022 belegte Emma Lombardi im November als zweitbeste Französin hinter Beaugrand (Rang 5) den elften Rang.

### 3. Rang Weltmeisterschaft 2023
2023 wurde sie Dritte der WM-Rennserie hinter der Britin Beth Potter und ihrer Landsfrau Beaugrand.

### Olympische Sommerspiele 2024
Mit einem dritten und einem vierten Rang in den ersten beiden Rennen der WM-Serie 2024 führt sie aktuell im Mai die Wertung an.
Bei den Olympischen Sommerspielen in Paris belegte die 22-Jährige hinter der Olympiasiegerin Beaugrand als zweitbeste Französin den vierten Rang. In der gemischten Staffel belegte sie mit Pierre Le Corre, Léo Bergère und Cassandre Beaugrand ebenso den vierten Rang.

## Sportliche Erfolge
| Datum/Jahr    | Rang | Wettbewerb                                          | Austragungsort | Zeit     | Bemerkung                                                                                              |
| ------------- | ---- | --------------------------------------------------- | -------------- | -------- | --- |
| 12. Juli 2025 | 8    | ITU World Championship Series 2025                  | Hamburg        | 00:56:54 | |
| 5. Aug. 2024  | 4    | Olympische Sommerspiele 2024, Mixed Relay           | Paris          | 01:26:47 | in der gemischten Staffel mit Pierre Le Corre, Léo Bergère und Cassandre Beaugrand                     |
| 31. Juli 2024 | 4    | Olympische Sommerspiele 2024                        | Paris          | 01:55:16 | |
| 14. Juli 2024 | 5    | ITU World Championship Series 2024                  | Hamburg        | 00:55:35 | |
| 25. Mai 2024  | 4    | ITU World Championship Series 2024                  | Cagliari       | 01:47:32 | |
| 11. Mai 2024  | 3    | ITU World Championship Series 2024                  | Yokohama       | 01:53:08 | |
| 14. Apr. 2024 | 1    | ETU Europe Triathlon Cup                            | Melilla        | 00:54:39 | |
| 24. Sep. 2023 | 6    | ITU World Championship Series 2023                  | Pontevedra     | 01:54:09 | hinter der neuen Weltmeisterin Beth Potter                                                             |
| 29. Juli 2023 | 2    | ITU World Championship Series 2023                  | Sunderland     | 01:00:11 | |
| 13. Mai 2023  | 9    | ITU World Championship Series 2023                  | Yokohama       | 01:55:10 | |
| 26. Nov. 2022 | 8    | ITU World Championship Series 2022                  | Abu Dhabi      | 01:57:50 | Grand Final                                                                                            |
| 8. Okt. 2022  | 2    | ITU World Championship Series 2022                  | Cagliari       | 01:47:54 | hinter Georgia Taylor-Brown                                                                            |
| 14. Aug. 2022 | 1    | ETU Triathlon European Championship Mixed Relay     | München        | 01:25:30 | Europameisterschaft; gemischte Staffel; mit Léo Bergère, Dorian Coninx und Cassandre Beaugrand         |
| 12. Aug. 2022 | 3    | ETU Triathlon European Championship                 | München        | 01:52:22 | Europameisterschaft auf der olympischen Distanz                                                        |
| 26. Juni 2022 | 1    | ITU Sprint Triathlon World Championship Mixed Relay | Montreal       | 01:27:14 | Weltmeisterin im Team – zusammen mit Pierre Le Corre, Vincent Luis und Cassandre Beaugrand             |
| 21. Aug. 2021 | 1    | ITU Triathlon World Championship U23                | Edmonton       | 01:59:48 | U23-Weltmeisterin auf der olympischen Kurzdistanz (1,5 km Schwimmen, 40 km Radfahren und 10 km Laufen) |
| 2. Juni 2019  | 1    | FRA Triathlon National Championship Junior Women    | Grignon        | 01:08:24 | Junioren-Staatsmeisterin Triathlon                                                                     |

(DNF – Did Not Finish)